# Воинское кладбище № 105 (Беч)
 Памятник культуры Малопольского воеводства: регистрационный номер A-401/M
Воинское кладбище № 105 — Беч (пол. Cmentarz wojenny nr 105 - Biecz) — воинское кладбище, находящееся на холме Хорт в западной части города Беч, Горлицкий повят, Малопольское воеводство. Кладбище входит в группу Западногалицийских воинских захоронений времён Первой мировой войны. На кладбище похоронены военнослужащие Австрийской и Германской армий, погибшие во время Первой мировой войны в мае 1915 года. Охраняемый памятник Малопольского воеводства (№ А-659) .

## История
Кладбище было построено Департаментом воинских захоронений К. и К. военной комендатуры в Кракове в 1915 году по проекту австрийского архитектора Ганса Майра. На кладбище площадью 173 квадратных метра находится 13 братских и 10 индивидуальных могил, в которых похоронены 32 австрийских, 10 германских солдат. На кладбище также похоронен 1 военнослужащий, армейская принадлежность которого была не установлена.

## Описание
Кладбище окружено кирпичной стеной. На территории находится деревянный крест с полукруглым перекрестием и надмогильные кресты, характерные для творчества австрийского скульптора Ганса Майра.
Кладбище находится в плохом состоянии и располагается на склоне холма, подверженном оползням.

## Источник
- Oktawian Duda: Cmentarze I wojny światowej w Galicji Zachodniej. Warszawa: Ośrodek Ochrony Zabytkowego Krajobrazu, 1995. ISBN 83-85548-33-5.
- Roman Frodyma Galicyjskie Cmentarze wojenne t. I Beskid Niski i Pogórze (Okręgi I—IV), Oficyna Wydawnicza «Rewasz», Pruszków 1998.